# Bruno Jenny

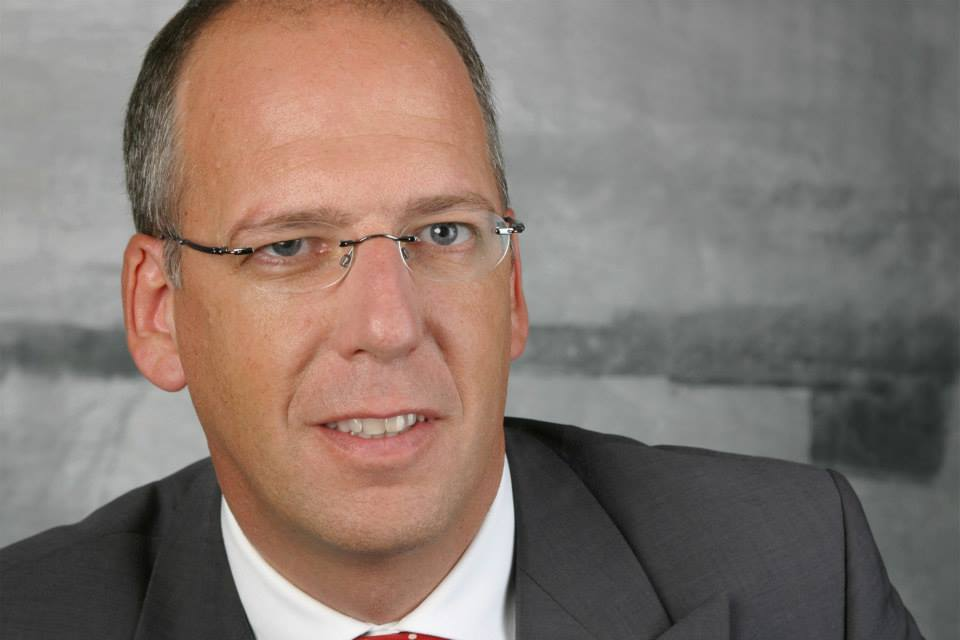
Bruno Jenny

Bruno Jenny (* 14. Juli 1959 in Wolhusen) ist ein Schweizer Projektmanager. Er ist als Managementtrainer, Fachautor, Dozent und Prüfungsexperte tätig. Er ist Gründer der SPOL AG in Baar ZG im Jahr 1991.

## Leben und Wirken
Bruno Jenny war langjährig in der Softwareentwicklung tätig, wo er sich mit unternehmensweiten Datenbankmodellen beschäftigte, und arbeitete als Unternehmensentwickler und Projektleiter für die strategische Ausrichtung von Unternehmen. Seit 1988 doziert er an Fachhochschulen und Universitäten.
Seit Anfang der 1990er-Jahre arbeitet Jenny als Berater, Trainer und Coach in allen Teilbereichen des Projektmanagements bei Unternehmen in der Schweiz und im Ausland. Er ist Managementtrainer in Unternehmen zum Thema Projekt- und Multiprojektmanagement und Referent bei betriebsinternen sowie öffentlichen Grossanlässen bezüglich Innovations- und Wandlungsmanagement.
1991 gründete Jenny das Beratungsunternehmen SPOL AG, welches im Projektmanagement und Projektportfoliomanagement tätig ist. Die Spol AG realisiert und begleitet verschiedene Projekte bei international tätigen Banken, Versicherungen, Industriebetrieben sowie in der öffentlichen Verwaltung.
Jenny wirkte unter anderem als Projektmitglied im Masterboard mit, das als erste Schweizer Firma den internationalen Award Project Excellence nach IPMA gewann. Er war langjähriges Mitglied diverser Prüfungs- und Ausbildungskommissionen und ist aktiver Prüfungsexperte. Darüber hinaus betätigt er sich auch als Fachpublizist und ist Verfasser von mehreren Standardwerken im Bereich Projektmanagement, die teilweise bereits in mehreren Auflagen erschienen sind und in andere Sprachen übersetzt wurden.
Er verfolgte als einer der ersten die Philosophie, dass Projektführung und -durchführung in der Projektabwicklung konsequent getrennt werden sollen. Dazu entwickelte er eine Projektvorgehensmethode, welche es erlaubt, in Unternehmungen und Konzernen alle Projektarten nach einem Managementsystem abzuwickeln. Jenny sieht professionelles Projektmanagement als das zukunftsweisende Managementsystem an.

## Auszeichnungen
- Teaching Award Gold 2002 von der ZfU International Business School

## Publikationen
- Strategien agil umsetzen mit adaptivem Projektmanagement. Das Wissen für agile Leader und ihre Teams, vdf Hochschulverlag, Zürich 2023, ISBN 978-3-7281-4107-1
- Projektmanagement. Das Wissen für den Profi, 4. Aufl., vdf Hochschulverlag, Zürich 2019, ISBN 978-3-7281-3967-2.
- Projektmanagement. Das Wissen für eine erfolgreiche Karriere, 9. Aufl., vdf Hochschulverlag, Zürich 2023, ISBN 978-3-7281-4158-3 (englisch: Project Management. Knowledge for a Successful Career).
- Projektmanagement in der Wirtschaftsinformatik, 5. Aufl., vdf Hochschulverlag, Zürich 2001, ISBN 978-3-7281-2791-4.
- Prüfungsvorbereitung. Aber richtig! Tipps vom Prüfer, vdf Hochschulverlag, Zürich 2001, ISBN 3-7281-2746-9.